# Rozjazd nakładkowy

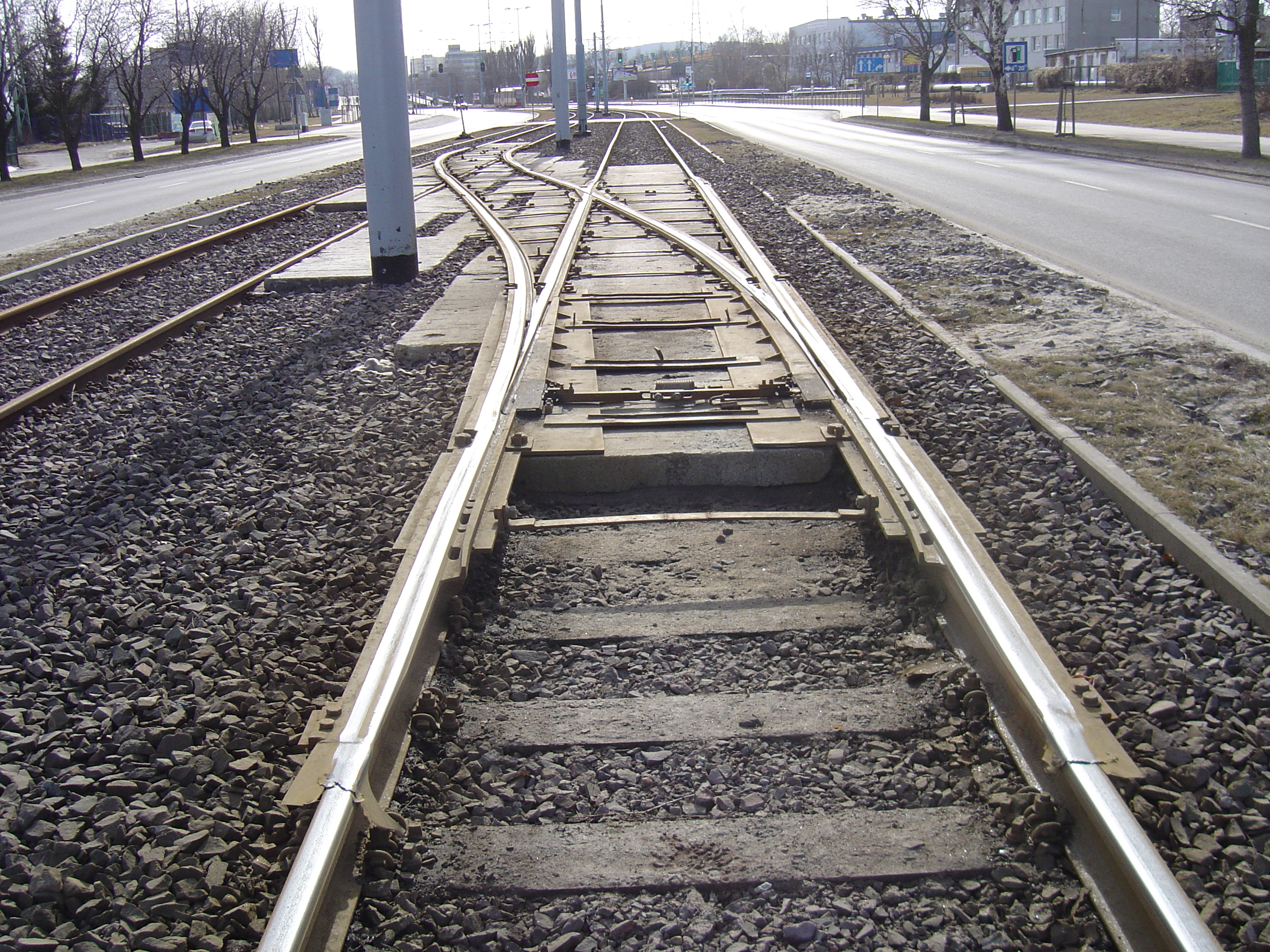
Rozjazd nakładkowy na trasie tramwajowej

Rozjazd nakładkowy – rodzaj rozjazdu szynowego przystosowanego do łatwego montażu i demontażu z toru nieprzeznaczonego do wykonania torów odgałęźnych. Zawsze ma charakter tymczasowy. Rozjazd tego typu jest nakładany na tor idący prosto nie ingerując w jego strukturę, dzięki czemu po jego demontażu osiągany jest stan pierwotny toru bez potrzeby wykonania dodatkowych prac. Rozjazdy nakładkowe stosowane są najczęściej na liniach tramwajowych podczas remontów torowiska. Jeśli jeden tor zostaje wyłączony, tramwaje z dwutorowej linii mogą być łatwo kierowane na drugi tor do momentu zakończenia prac. Rozwiązanie to stosowane jest również na kolejach wąskotorowych o przeznaczeniu przemysłowym.

## Budowa

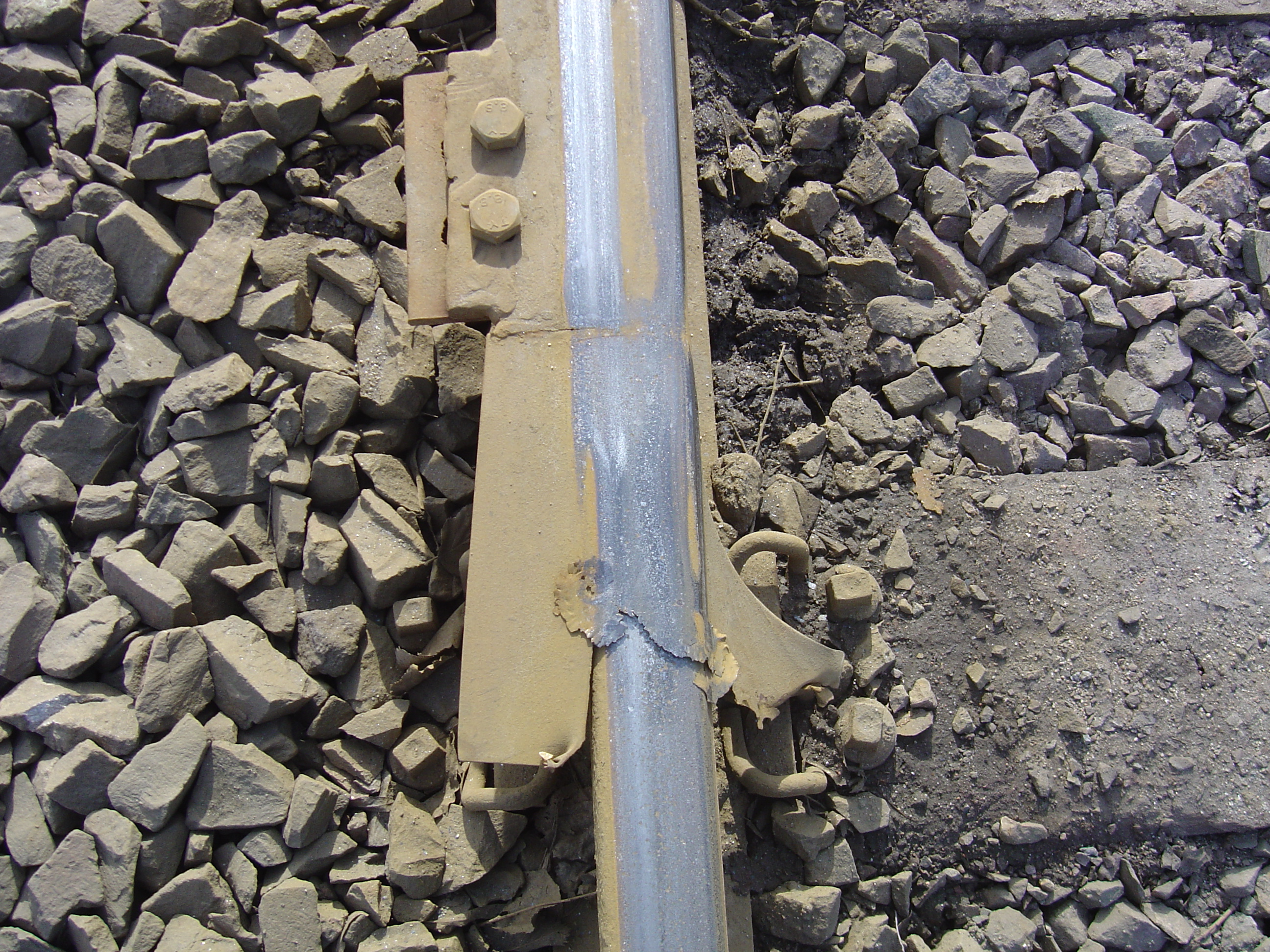
Pochylnia

Rozjazd tego typu zbudowany jest z gotowych przenośnych elementów, łączonych ze sobą przy pomocy śrub. Tor, na którym się znajduje, wzmacniany jest betonowymi płytami. Z racji kilkucentymetrowej wysokości urządzenia, którą musi pokonać pojazd nań wjeżdżający, w miejscach zjazdów umieszczone są wymienne pochylnie wykonane z blachy. Pochylnie połączone są bezpośrednio z blokowymi szynami prowadzącymi do zasadniczej części rozjazdu – zwrotnicy. Tor odgałęźny przechodzi łukowatym przebiegiem na międzytorze, a potem łączy się z torem docelowym. Zwykle przejazd pojazdu przez rozjazd nakładkowy wymaga dużego ograniczenia prędkości.